# 정읍 남복리 미륵암 석불
정읍 남복리 미륵암 석불(井邑 南福里 彌勒庵 石佛)은 대한민국 전북특별자치도 정읍시 고부면 남복리, 두승산에 있는 높이 1.81m의 석불로, 현재는 무릎 이하가 땅속에 묻혀 있다. 1981년 4월 1일 전라북도의 유형문화재 제99호로 지정되었다.

## 개요
전라북도 정읍시 고부면 남복리 두승산에 있는 높이 1.81m의 석불로, 현재는 무릎 이하가 땅속에 묻혀 있다.
몸에 비해 큰 머리에는 작은 소라 모양의 머리칼을 붙여 놓았으며, 그 위에는 상투 모양의 머리묶음이 큼직하다. 얼굴은 풍만한 인상이고 이목구비는 섬세하게 표현되지 않았다.
어깨는 얼굴에 비해 좁아 위축된 인상을 준다. 옷은 양 어깨에 걸치고 있으며, 가슴에 속옷이 보이고, 배에는 띠매듭이 표현되어 있다. 두 손은 큼직하게 표현하였는데 오른손은 위를 향하고 왼손은 엄지 손가락과 새끼 손가락을 맞대어 아래로 내리고 있다.
전체적으로 신체의 비례가 어색하고 조각수법이 느슨하며, 얼굴이나 옷주름 등의 표현에서 고려시대 불상 양식을 보여 주고 있다.

## 같이 보기
- 두승산

## 참고 자료
- 남복리미륵암석불 - 국가유산청 국가유산포털